# Maklár
Maklár là một thị trấn thuộc hạt Heves, Hungary. Thị trấn này có diện tích 28,01 km², dân số năm 2010 là 2416 người, mật độ 86 người/km².